# Dryopteris asturiensis
Dryopteris asturiensis är en träjonväxtart som beskrevs av Fraser-jenk. och Gibby. Dryopteris asturiensis ingår i släktet Dryopteris och familjen Dryopteridaceae. Inga underarter finns listade.